# لوید ویتلاک
لوید ویتلاک (انگلیسی: Lloyd Whitlock؛ ‏ ۲ ژانویهٔ ۱۸۹۱ – ۸ ژانویهٔ ۱۹۶۶) بازیگر اهل ایالات متحده آمریکا بود.
از فیلم‌ها یا برنامه‌های تلویزیونی که وی در آن نقش داشته‌است می‌توان به پردیس، مسیر الماس و گنجشک‌ها اشاره کرد.